# 4593 Reipurth
4593 Reipurth è un asteroide della fascia principale. Scoperto nel 1980, presenta un'orbita caratterizzata da un semiasse maggiore pari a 3,0298178 UA e da un'eccentricità di 0,1112528, inclinata di 9,49047° rispetto all'eclittica.